# Научитель, Михаил Вениаминович
Михаил Вениаминович Научитель (6 августа 1924 — 4 мая 2005) — советский и белорусский экономист, доктор экономических наук, профессор, заслуженный работник высшей школы БССР.

## Биография
Научитель Михаил Вениаминович родился в Иркутске 6 августа 1924 года. 

Образование: Иркутский финансово-экономический институт (1951), Иркутский государственный университет (заочно) (1953), аспирантура экономического факультета МГУ им. М. В. Ломоносова (1959), доктор экономических наук (МГУ, 1969), профессор (1970).

Трудовую деятельность начал в Советской армии в 1942 году.

Участник ВОВ, награждён орденом «Отечественной войны» II степени и 12 медалями. 

С 1951 г. по 1971 г. работал в Иркутском институте народного хозяйства, где прошел путь от зав. кабинетом политэкономии до проректора по научной работе. 

В 1971 г. был приглашен на кафедру политэкономии Гомельского госуниверситета. С декабря 1971 г. до 1990 г. работал проректором по научной работе Гомельского государственного университета имени Франциска Скорины, профессором кафедры политэкономии, экономической теории.
М. В. Научитель возглавлял созданную им научную школу по экономической теории и истории экономических учений, активно готовил научно-педагогические кадры. Под его руководством подготовлено 27 кандидатов и 6 докторов наук. 

Опубликовано свыше 200 научных работ, в том числе около 20 монографий. 

Как один из авторов и ответственных редакторов учебника «История экономических учений» (изд. «Вышэйшая школа», Минск, 1984) в 1986 году был награждён Дипломом Почета ВДНХ СССР. 

За успехи в научно-педагогической работе трижды награждён Почетными Грамотами Верховного Совета БССР (1974, 1981, 1984). В 1976 г. присвоено почетное звание «Заслуженный работник высшей школы БССР».
Орден «Отечественная война» II степени и 12 медалей, почетное звание «Заслуженный работник высшей школы БССР» (1976), знак "За отличные успехи в работе Министерства народного образования БССР 1986), Диплом Почета ВДНХ СССР (1986), первая премия Специального фонда Президента Республики Беларусь
Основными направлениями научных исследований являются:
1. Развитие экономической теории в XX веке (эволюция методологии, основных направлений и школ, их концепций и доктрин).
2. Концептуальные подходы к исследованию трансформационных процессов в социально-экономических системах; формирование институциональных структур.

Из опубликованных в последние годы работ можно отметить:
1. Иллюзии «общества благосостояния» (критика концепции радикалов). — М.: Высшая школа, 1984.
2. Развитие экономической теории в XX в. — Гомель, 1998.
3. Проблемы становления рынка (теоретический аспект) (в соавторстве с Б. В. Сорвировым). — Гомель: БелАНТДИ, 1997.
4. Концептуальные проблемы трансформации экономических систем. — М.: Правовая экономика, 1999 (в соавторстве с В. К. Драчевым, Б. В. Сорвировым, С. Г. Шулейко).
5. Микро- и макрорегулирование экономики в условиях перехода к рынку. — Мозырь: Белый ветер, 1999 (в соавторстве с Б. В. Сорвировым, О. А. Минченко и др.).
6. Методология экономической науки. — Мозырь. Белый ветер, 1999.
7. Западные экономические школы и проблемы переходной экономики // Белорусский экономический журнал, 1999, № 2 и др.